# Siganus guttatus
Siganus guttatus är en fiskart som först beskrevs av Bloch, 1787.  Siganus guttatus ingår i släktet Siganus och familjen Siganidae. Inga underarter finns listade i Catalogue of Life.